# Lalvar
Lalvar (armeniska: Լալվար) är ett berg i Armenien. Det ligger i provinsen Lori, i den norra delen av landet, nära gränsen till Georgien. Med 2 543 m ö.h., har Lalvar den högsta toppen i Somchetibergen (Virahajotsbergen).